# Таґавере (Ляене-Ніґула)
Та́ґавере (ест. Tagavere küla) — село в Естонії, у волості Ляене-Ніґула повіту Ляенемаа.

## Населення
Чисельність населення на 31 грудня 2011 року становила 34 особи.

## Географія
Через село тече річка Таебла (Taebla jõgi).
Через населений пункт проходить автошлях 16105 (Таґавере — Відрука).

## Історія
До 27 жовтня 2013 року село входило до складу волості Таебла.